# Tenango de Doria
Tenango de Doria är en kommunhuvudort i Mexiko.   Den ligger i kommunen Tenango de Doria och delstaten Hidalgo, i den sydöstra delen av landet, 140 km nordost om huvudstaden Mexico City. Tenango de Doria ligger 1 639 meter över havet och antalet invånare är 2 433.
Terrängen runt Tenango de Doria är varierad. Runt Tenango de Doria är det ganska tätbefolkat, med 230 invånare per kvadratkilometer. Närmaste större samhälle är San Bartolo Tutotepec, 7,3 km norr om Tenango de Doria. I omgivningarna runt Tenango de Doria växer i huvudsak blandskog.